# التلفيف الصدغي العلوي

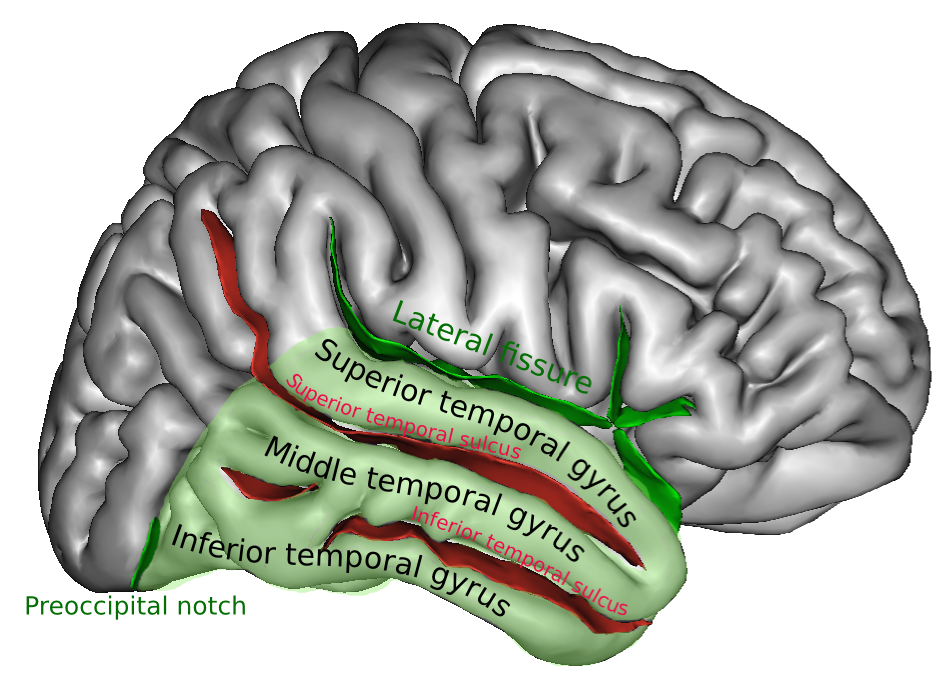
الفص الصدغي، الجيري والتلم

التلفيف الصدغي العلوي واحد من ثلاثة تلافيف (أو اثنين أحيانًا) في الفص الصدغي للدماغ البشري، ويقع وحشي الرأس فوق الأذن الخارجية تقريبًا.
يحد التلفيف الصدغي العلوي:
- الثلم الوحشي من الأعلى.
- الثلم الصدغي العلوي (غير موجود أحيانًا أو غير مرئي) تحته.
- خط وهمي بين الثلمة أمام القذالي والثلم الوحشي (شق سلفيوس) في الخلف.

يتضمن التلفيف الصدغي العلوي بنى مهمة في الدماغ، منها:
- باحتا برودمان 41 و42، اللتان تُعيّنان موقع القشرة السمعية، أي المنطقة القشرية المسؤولة عن الإحساس بالصوت.
- باحة فيرنيكه، أو باحة برودمان 22 وهي منطقة مهمة في معالجة الكلام وبالتحديد فهم اللغة.

يحتوي التلفيف الصدغي العلوي على القشرة السمعية المسؤولة عن معالجة الأصوات. وتكون للترددات الصوتية مواقع محددة على خريطة خاصة على القشرة السمعية. تشبه الخريطة السمعية (أو خريطة التوضع النغمي) خريطة أنَيسان القشرة الحركية الأولية. تتخصص بعض باحات التلفيف الصدغي العلوي في معالجة الترددات الصوتية، وتعمل مناطق أخرى في معالجة التغيرات في سعة الموجة الصوتية أو ترددها. ويشمل التلفيف الصدغي العلوي باحة فيرنيكه، التي تقع (لدى معظم الناس) في نصف الكرة المخية الأيسر. وهي الباحة الرئيسية في عمليات فهم اللغة. يشارك التلفيف الصدغي العلوي في المعالجة السمعية، بما في ذلك اللغة، وله دور مهم في الإدراك الاجتماعي.
يُشار إلى أجزاء التلفيف الصدغي العلوي بأسماء: التلفيف الصدغي العلوي الأمامي، والمتوسط، والخلفي.

## الوظيفة
يشارك التلفيف الصدغي العلوي في إدراك المشاعر عند تنبيه الوجه. التلفيف الصدغي العلوي أساسي في المعالجة السمعية، وفي وظيفة اللغة لدى الأفراد الذين يعانون من ضعف في المفردات، أو الذين يطورون فهم اللغة. اكتُشف دور التلفيف الصدغي العلوي المهم في السبيل المكون من اللوزة والقشرة الجبهية، وتتعاون هذه البنى في عمليات الإدراك الاجتماعي. وبالإضافة إلى التلفيف الصدغي العلوي، وُجد دور للمناطق الأمامية والظهرية من الفص الصدغي في معالجة المعلومات المتعلقة بالخصائص المتغيرة للوجوه. ووجدت الأبحاث التي أجريت باستخدام التصوير الوظيفي بالرنين المغناطيسي أن المصابين بالفصام لديهم تشوهات بنيوية في التلفيف الصدغي العلوي.
أظهر التصوير الوظيفي بالرنين المغناطيسي وجود صلة بين حل المشاكل المعتمد على الاستبصار ونشاط التلفيف الصدغي العلوي الأمامي الأيمن، وتحديدًا فيما يتعلق بالفهم المفاجئ.

### السياق الاجتماعي
التلفيف الصدغي العلوي مهم لفهم اللغة، وتشير الدراسات أيضًا إلى أنه يؤدي دورًا وظيفيًا في «تأثير حفل الكوكتيل». أجريت دراسة تخطيط الدماغ المغناطيسي على مشاركين سمعوا محتوى كلامي في خمسة ظروف استماع مختلفة مع ضوضاء متفاوتة. ووجد ارتباط قوي بين نشاط التلفيف الصدغي العلوي وتدفق الكلام في جو حفل الكوكتيل. عندما لا يُشوش تيار الكلام بضجيج الخلفية، يظهر نشاط في الجهتين، ومع رفع مستوى الضوضاء يصبح النشاط متركزًا في نصف الكرة الأيسر.